# Флориан Мокрский
Флориан Мокрский герба Елита (пол. Florian Mokrski , около 1305 года — 6 февраля 1380 год, Краков) — католический прелат, епископ краковский с 16 августа 1367 года по 6 февраля 1380 год.
Был сыном вислинского и сандомирского кастеляна Петра из Мокрска. Будучи настоятелем в Кракове и канцлером ленчицким, по поручению польского короля Казимира Великого отправился в 1351 году в Италию, чтобы ознакомиться с деятельностью университетов в Падуе и Болоньи.
Вместе с краковским канцлером Янушем Сыхивильком и гнезненским архиепископом Ярославием Богорием подписал акт о создании Краковской академии.
В 1367 году стал краковским епископом. Будучи епископом, построил оборонные стены в Илже и основал церковь святой Марии Магдалины в Доброводе, где долгое время была одна из резиденций краковских епископов.
В 1373 году опубликовал Синодальный устав.
В Кракове имел собственный дворец, который сегодня называется его именем.